# Dilatação e curetagem
Dilatação e curetagem (D&C) referem-se à dilatação (alargamento / abertura) do colo do útero e remoção cirúrgica de parte do revestimento do útero e / ou conteúdo do útero por raspagem e escavação (curetagem). É um procedimento ginecológico usado para fins diagnósticos e terapêuticos e é o método mais frequentemente usado para o aborto espontâneo ou induzido no primeiro trimestre.
D&C normalmente refere-se a um procedimento envolvendo uma cureta, também chamada de curetagem afiada. No entanto, algumas fontes usam o termo D&C para se referir a qualquer procedimento que envolva os processos de dilatação e remoção do conteúdo uterino, o que inclui os procedimentos mais comuns de curetagem por sucção de aspiração manual e eléctrica a vácuo.